# 44-й армійський корпус (РФ)
44-й армійський корпус (Російська Федерація) — оперативно-тактичне об'єднання (армійський корпус) сухопутних військ Російської Федерації. Сформований у 2024 році, входить у склад Ленінградського військового округу. З травня 2024 року бере участь у російському наступі на півночі Харківської області.

## Історія
У грудні 2022 року на засіданні колегії міністерства оборони Російської Федерації було оголошено про плани сформувати нові військові формування, у тому числі й армійський корпус на території Карелії. Офіційно набір до нового корпусу почався в березні 2024 року. У квітні 2024 року міністр оборони Російської Федерації Сергій Шойгу офіційно повідомив про завершення формування в Карелії 44-го армійського корпусу. Організаційно корпус було включено в новосформований Ленінградський військовий округ.
У травні 2024 року 44-й армійський корпус зосередився в Бєлгородській області й увійшов у склад угруповання військ «Північ», яке складається переважно з військ Ленінградського військового округу. 
10 травня 2024 року частини корпусу атакували північ Харківської області. 17 травня присутність частин 44-го армійського корпусу офіційно підтвердив головнокомандувач Збройних сил України генерал-полковник Олександр Сирський.

## Склад
- 72-га мотострілецька дивізія
- 128-ма мотострілецька бригада
- 70-та ракетна бригада

## Командування
- Генерал-майор Олександр Дембицький[5] (з березня 2024 року — по поточний час)